# Posta
 Denne artikel omhandler Færøernes postvæsen. Opslagsordet har også en anden betydning, se Posta (by).
Posta (før Postverk Føroya) er Færøernes postvæsen. Hovedposthuset er på ”Óðinshædd” i Tórshavn, hvorfra posten fordeles til de 11 posthuse. Derfra bliver posten bragt ud til de ca. 18.000 husholdninger af postbude.
Posta er en af landets største virksomheder med ca. 120 medarbejdere, som arbejder i seks forskellige afdelinger, deriblandt Frimærkeafdelingen.
Den 16. december 2005 blev Postverk Føroya omdannet til aktieselskabet P/F Postverk Føroya. 
De første færøske frimærker blev udgivet den 30. januar 1975. Samtidig begyndte den danske regering og det færøske landsstyre at forhandle om overtagelse af postvæsenet på Færøerne. Det førte til, at det færøske hjemmestyre den 1.april 1976 overtog postvæsenet på Færøerne.  
Der er ca. udgivet 990 færøske frimærker (2022).  Danmark er Filateliafdelingens største marked med næsten 40 % af det samlede salg til udlandet. Dernæst kommer Tyskland med ca. 17 %.  Salget af frimærker på Færøerne er ca. 2 % af den samlede omsætning.
Filateliafdelingens opgave er at producere frimærker til Posta og at markedsføre og sælge frimærker til samlere – særlig i udlandet.

## Posta Faroe
Den 6 august 2009 skiftede Postverk Føroya navn til Posta og internationalt markedføres de færøske frimærker under navnet Posta Faroe Islands.